# Xã Conley, Quận Holt, Nebraska
Xã Conley (tiếng Anh: Conley Township) là một xã thuộc quận Holt, tiểu bang Nebraska, Hoa Kỳ. Năm 2010, dân số của xã này là 64 người.